# 金牛座89
金牛座89，又名BD+15 661，HD 29375、SAO 94043、HR 1472，是金牛座的一颗恒星，视星等为5.79，位于銀經181.72，銀緯-20.12，其B1900.0坐标为赤經4h 32m 25.8s，赤緯+15° -20.12′ 58″。